# 第三次汉城战役
第三次汉城战役，韩国方面称1·4后退（韩语：／），是朝鲜战争第三次战役的一部分。中国人民志愿军对联合国军发起进攻，一举突破联合国军防线，渡过汉江，占领韩国首都漢城，并继续向南追击。聯合國軍被迫撤退到北緯三十七度線。这也是中国军队近代以来首次武装攻陷他国首都。

## 背景

### 联合国軍的防禦計劃
第二次戰役後，聯合國軍撤至三八线及其以南地区轉入防御，对朝鲜战争的最終目標出現意见分歧。
12月14日，美国决定扩大征兵计划，加紧军工生产，增强军事力量。12月23日美國第8軍團司令沃爾頓·華克車禍身亡，26日美国陆军副参谋长馬修·李奇微接任。他一上任就表示一旦实力允许便立即恢复攻势。
12月29日，美国参谋长联席会议电令联合国军总司令道格拉斯·麦克阿瑟：以保存联合国军力量为主，进行逐次防御作战。12月31日，李奇微命令其部队防卫一条从临津江到三八线的总战线，如被迫放弃阵地，则有秩序地按照调整线实施后撤。
为此，联合国军在横贯朝鲜半岛250公里正面和60余公里纵深内，组成两道基本防线：第一道西起临津江口，经汶山里沿三八线至东海岸的襄陽；第二道西起高陽，经议政府、加平、春川、自隐里至东海岸的冬德里。此外，在第二道防线至北纬37度线之间，还准备了三道机动防线。其部署特点是：置韓國國軍于第一线，美、英军于第二线，并大部集结于首爾周圍及汉江南北地区之交通要道上，能守则守，不能守则随时准备撤退。
此时，联合国军的总兵力为34万余人，基本防线的兵力为13个师另3个旅约20余万人。此外，美國第10軍（辖美軍第3、第7步兵師和美國海軍陸戰隊第1師）在大田、大邱、釜山地区整顿，并转归美國第8軍團统一指挥。

### 中國人民志願軍的進攻計劃
联合国军向三八线败退时，中央人民政府人民革命军事委员会主席毛泽东于12月13日致电志愿军司令员兼政治委员彭德怀，要求志愿军克服和忍受一切困难，协同朝鲜人民军打过三八线。他指出：目前美、英各国正要求中國人民志願軍和朝鮮人民軍停止于三八线以北，以利其整军再战。因此，中國人民志願軍必须越过三八线。如到三八线以北即停止，政治上會有很大的不利。
据此，彭德怀决心集中中國人民志願軍6个军实施进攻，在朝鮮人民軍3个军团的协同下，突破联合国军的三八线既设阵地防线，寻机歼敌，尔后再进行休整，准备春季攻势。根据联合国军转入防御后战线缩短、兵力集中的情况，确定此次作战采取稳进的方针，首先集中兵力歼灭临津江东岸迄北汉江西岸地区第一线韓國國軍，如发展顺利即相机占领汉城，如发展不顺利即适时收兵。
此时，中國人民志願軍和朝鮮人民軍第一线部队有31万余人，其部署是：以志愿军第38、第39、第40、第50军并加强炮兵6个团组成志愿军右纵队，由志愿军副司令员韩先楚指挥，在高浪浦里至永平地段突破，向东豆川、漢城方向实施主要突击，并分别从两翼向七峰山、仙岩里迂回，断敌退路，歼灭当面韓國國軍第6、第1师，得手后向议政府方向发展胜利。
以志愿军第42、第66军并加强炮兵1个团组成志愿军左纵队，由第42军军长吴瑞林、政治委员周彪指挥，在永平（不含）至马坪里地段突破，分别向中板里、济宁里方向实施突击，以主力歼灭韓國國軍第2师一部，得手后向加平、清平里方向扩张战果，切断汉城、春川间的交通；另以1个师向春川以北佯攻，牵制韓國國軍第5师，策应朝军第2、第5军团南进。
朝鮮人民軍第1军团主力于东场里以东向汶山方向佯攻，配合志愿军右纵队作战，并保障其右翼安全；第2军团（欠2个团）、第5军团1个师，于战役发起前越过三八线，在洪川东南隐蔽集结，准备配合正面进攻；第5军团主力和第2军团2个团由杨口、麟蹄间突入，向洪川方向进攻，配合志愿军左纵队作战。
为达成战役的突然性，志愿军各部队从180公里外向作战地区隐蔽开进，主力在战役发起前一周开始秘密占领进攻出发阵地。同时，将战役发起时间选在1950年除夕。中國人民志願軍和朝鮮人民軍把战线推进至37度线附近地区。

## 戰況

### 中國人民志願軍和朝鮮人民軍的突破

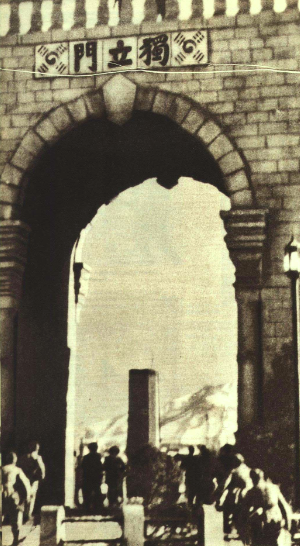
中國人民志願軍和朝鮮人民軍攻入汉城独立门

1950年12月31日17时，中國人民志願軍和朝鮮人民軍按预定计划，经短促的炮火准备后，全线发起进攻。志愿军右纵队在朝鲜人民军第1军配合下，迅速突破韓國國軍防御阵地。第39军第116师仅用13个小时就突过临津江，前进12至15公里。该军第117师担任纵队的右翼迂回任务，美軍預先在三十八度線與三十七度線之間構築了五道防線。中國人民志願軍和朝鮮人民軍不顧傷亡慘重沿途打破韓國國軍五次拦阻，于1951年1月1日晨突入防御纵深15公里。
1日中午，李奇微下令美軍撤到漢城橋頭堡，堅決阻擊敵軍追擊，韓軍撤到防線C。
战至2日中午，志愿军右纵队和朝军第1军团推进到坡州里、仙岩里、七峰山及议政府东北一线，突入敌军防御纵深达15至20公里。志愿军左纵队突破后，担任迂回任务的第42军第124师，不顾敌机威胁，坚持昼间作战，沿途进行大小战斗十余次，于1日12时前出到济宁里以南地区，切断了韓國國軍第2师退路；担任正面攻击的第66军主力，至2日先后占领修德山、上南淙、下南淙地区，在第124师协同下，歼灭了该地区的韓國國軍第2、第5师各一部，毙伤俘3,200余人。随后左纵队乘胜发展进攻，占领加平、春川。
朝鮮人民軍第2军团主力、第5军团第12师向洪川、横城、原州方向攻击前进，第12师31日晨进至洪川西南新垈里地区、威胁韓國國軍后方，迫使其第3师南撤。至1月2日，韓國國軍扼守的第一道防线全面崩溃，首爾正面吃紧，美、英军东部翼侧完全暴露。李奇微为避免十几万部队拥挤在汉江北岸背水作战，便下令全线撤退，只以小部队在汉城以北高阳、道峰山、水落山一线进行掩护，打算阻止中國人民志願軍和朝鮮人民軍继续进攻。
1月3日，中國人民志願軍和朝鮮人民軍转入追击作战。志愿军右纵队第50军在高阳以北碧蹄里击退美軍第25步兵師1个营的抵抗后，进至高阳以南佛弥地截断了英軍第29旅退路，并于当晚全歼该旅皇家奥斯特來福枪团第1营及1个坦克中队，缴获和击毁坦克31辆。第39军在议政府西南回龙寺与美軍第24步兵師第21团遭遇，歼其一部，后又在议政府以西釜谷里歼英军第29旅2个连。
第38、第40军追至议政府东南水落山地区，击溃美軍第24步兵師第19团。左纵队第42军主力和第66军1个师分别由加平、春川渡过北汉江向洪川方向追击。朝鮮人民軍第2、第5军团则继续在洪川、横城地区截击韓國國軍。

### 聯合國軍撤出漢城

中国人民志愿军慶祝佔領漢城

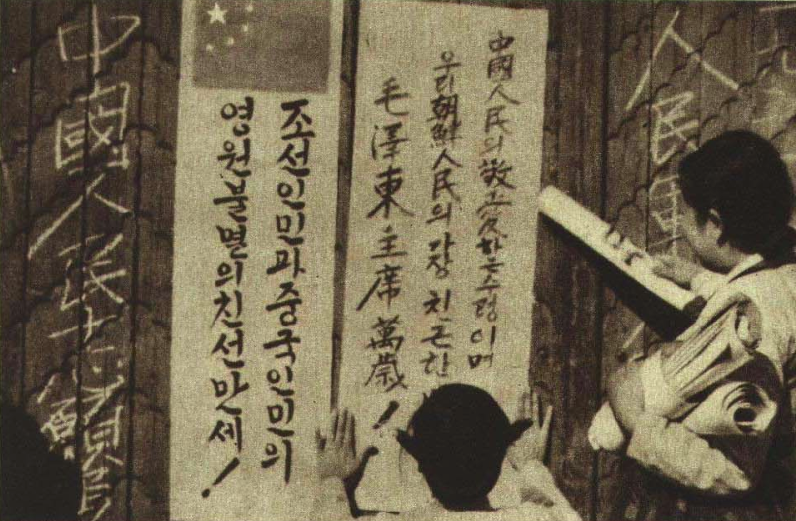
1950年中國人民志願軍和朝鮮人民軍攻入后的汉城

由于中國人民志願軍和朝鮮人民軍的進攻，联合国军于1月3日15时开始撤离漢城。1月4日，中國人民志願軍第39、第50军及朝鮮人民軍第1军团各一部进占漢城。
1月5日，中國人民志願軍第50军及朝鮮人民軍第1军团主力渡过漢江，继续追击，第50军于果川、军浦场歼美军空降第187团和土耳其旅各一部。志愿军右纵队其余3个军在漢城东北地区集结待命。第50军7日进占水原、金良场里；朝鮮人民軍第1军团在1月8日殺到三十七度線，割裂了韓國國軍第1师与第6师的联系，并收复仁川港。第38军第114师担任纵队的左翼迂回任务，于1日12时突入防御纵深20公里，占领七峰山，但在与第117师构成合围前，韓國國軍第6师大部已乘隙逃走。志愿军左纵队1月4日占领洪川、阳德院里后，第42军继续追击，于1月6日进占砥平里，并在横城西北梨木亭歼美軍第2步兵師一部，1月8日攻占骊州、利川。
与此同时，朝鮮人民軍第2、第5军团占领横城、原州。1月8日，联合国军在中國人民志願軍和朝鮮人民軍打击下，撤至北纬37度线附近的平泽、安城、堤川、三陟一线。鉴于联合国军后撤似有计划进行，可能诱使中國人民志願軍和朝鮮人民軍深入后实施反击，也为避免前进过远而陷于不利地位，彭德怀决定停止追击，战役遂告结束。
在联合国军撤退途中发生了国民防卫军事件，超过9万韩国士兵在徒步向后方撤退时因饥寒而死。

## 结果
中国人民志愿军和朝鲜人民军跨过北纬38度线重新占领汉城，并将战线推进到北纬37度线附近地区。

## 脚注
1. ↑  Chae, Chung & Yang 2001，第242頁.
2. ↑  Appleman 1990，第63頁.
3. ↑  Ministry of Patriots and Veterans Affairs 2010，第119頁.
4. ↑  Ministry of Patriots and Veterans Affairs 2010，第72頁.
5. ↑  Ecker 2005，第74頁.
6. ↑  Appleman 1990，第71頁.
7. ↑  Coulthard-Clark 2001，第262頁.
8. 1 2  Zhang 1995，第132頁.
9. ↑  Mossman 1990，第191-192頁.